# ユーリイ・サルキシャン
ユーリイ・ヴァズゲノヴィチ・サルキシャン (英語: Yuriy Vazgenovich Sarkisyan、ロシア語: Юрий Вазгенович Саркисян、1947年5月30日 - ) は、ソビエト連邦出身の元プロサッカー選手、サッカー指導者である。現在はFCブニョドコルのコーチを務めている。

## キャリア
サルキシャンは1968年にメタルルグ・アルマリクでプロ選手としてのキャリアを開始した。1970年から1975年まではアフトモビリスト・テルメズでプレーした。その後ネフチ・フェルガナへと移籍したのちに引退、引退後は指導者の道を歩むことになった。サルキシャンは14シーズンに渡ってプレーし、チームの得点王に10度なっている。生涯で241ゴールを挙げており、クラブ200 ・ベラドル・アブドゥライモフの会員である。

## 監督
1987年、サルキシャンはネフチ・フェルガナの監督に就任した。1990年以降、サルキシャンはウズベキスタンのMerited Trainerである。1992年から1995年までサルキシャンに率いられたネフチ・フェルガナはウズベク・リーグを4回制覇した。2000年7月から10月まではサッカーウズベキスタン代表の監督も務めた。サルキシャンはウズベキスタンサッカー連盟 (UFF) のウズベキスタン最優秀監督賞を5回受賞しており、これは現在でも最多である。

## 獲得タイトル

### 個人タイトル
- クラブ200・ベラドル・アブドゥライモフ会員

### 監督
- ウズベキスタン年間最優秀監督賞 (5): 1998, 1999, 2001, 2003, 2006
- アジアクラブ選手権 3位: 1995
- ウズベク・リーグ 優勝 (4): 1992, 1993, 1994, 1995
- ウズベキスタン・カップ 優勝 (2): 1994, 1996